# 洛杉矶联合学区

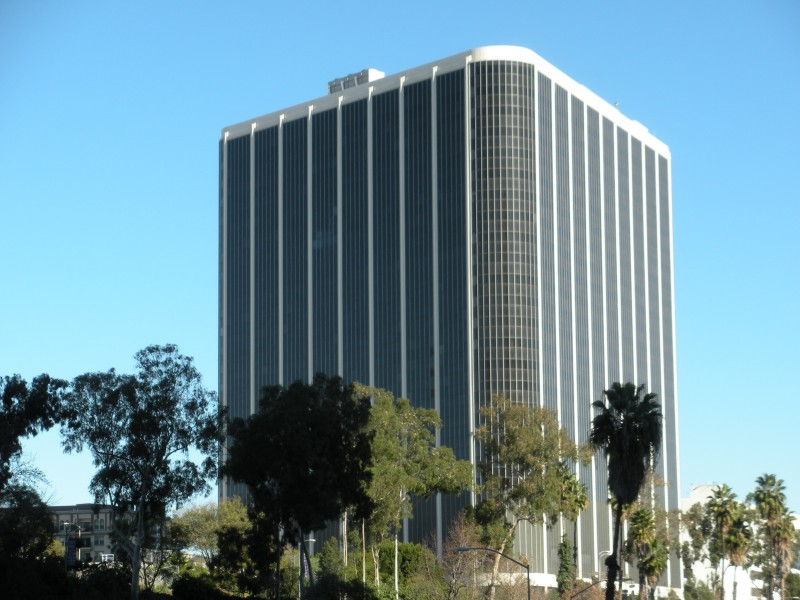
洛杉矶联合学区总部大楼

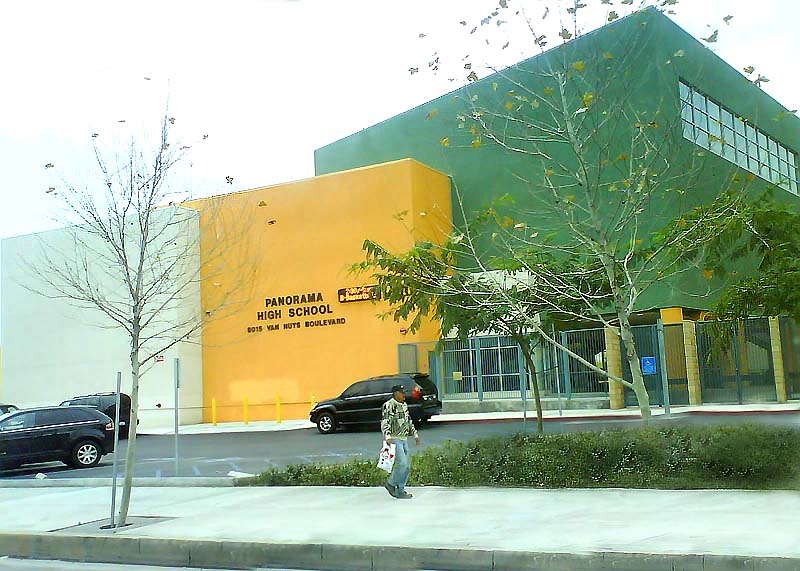
帕諾拉馬高中(Panorama High School)

洛杉矶联合学区（英語：Los Angeles Unified School District，縮寫：LAUSD）是洛杉矶县的学区，总部在洛杉矶。LAUSD有1,074,961位學生、678,441位K-12学校學生、291,479位小学生、124,180位初中生和162,225位高中生。